# Amphineurus (Amphineurus) senex
Amphineurus (Amphineurus) senex is een tweevleugelige uit de familie steltmuggen (Limoniidae). De soort komt voor in het Australaziatisch gebied.